# Ruisseau de Latigny
Le ruisseau de Latigny est un cours d'eau du canton de Vaud, en Suisse, né dans les bois du Jorat lausannois.

## Hydronymie
L'origine du nom du ruisseau n'est pas certaine. Elle vient probablement du nom de famille d'un propriétaire gallo-romain, dont le nom : Glatinius ou Latinius signifiant latin du Latium, est attesté dans la région.

## Géographie
Le ruisseau prend sa source sur le territoire de la commune de Lausanne, au sud du bois de la Taquette dans le Jorat à 813 m d'altitude. Après 150 m, il rejoint un petit étang et atteint la limite entre les communes de Cugy et Lausanne qu'il ne quittera pas pendant près de 2,07 km. Il entre alors entièrement sur la commune de Cugy et après 270 m il effectue un franc virage en direction de Montheron. À cet endroit se trouve une prise d'eau formée d'un canal long de 220 m et qui servait à alimenter le moulin de Cugy. Le ruisseau, quant à lui, peu avant de rejoindre Montheron, conflue dans le Talent à une altitude de 690 m.

### Hydrologie
Le ruisseau de Latigny appartient aux 26,5 km2 du bassin versant du haut Talent. Ne récupérant l'eau d'aucune station d'épuration des eaux, la qualité biologique de son eau a été évaluée très bonne en 2011 par le service de la Protection des Eaux du canton de Vaud.

## Faune
En plus de batraciens, la présence de poissons est attestée dans le ruisseau. En 2012, l'inspection de la pêche du canton de Vaud relève la capture de 60 vairons.